# Straatcanyon

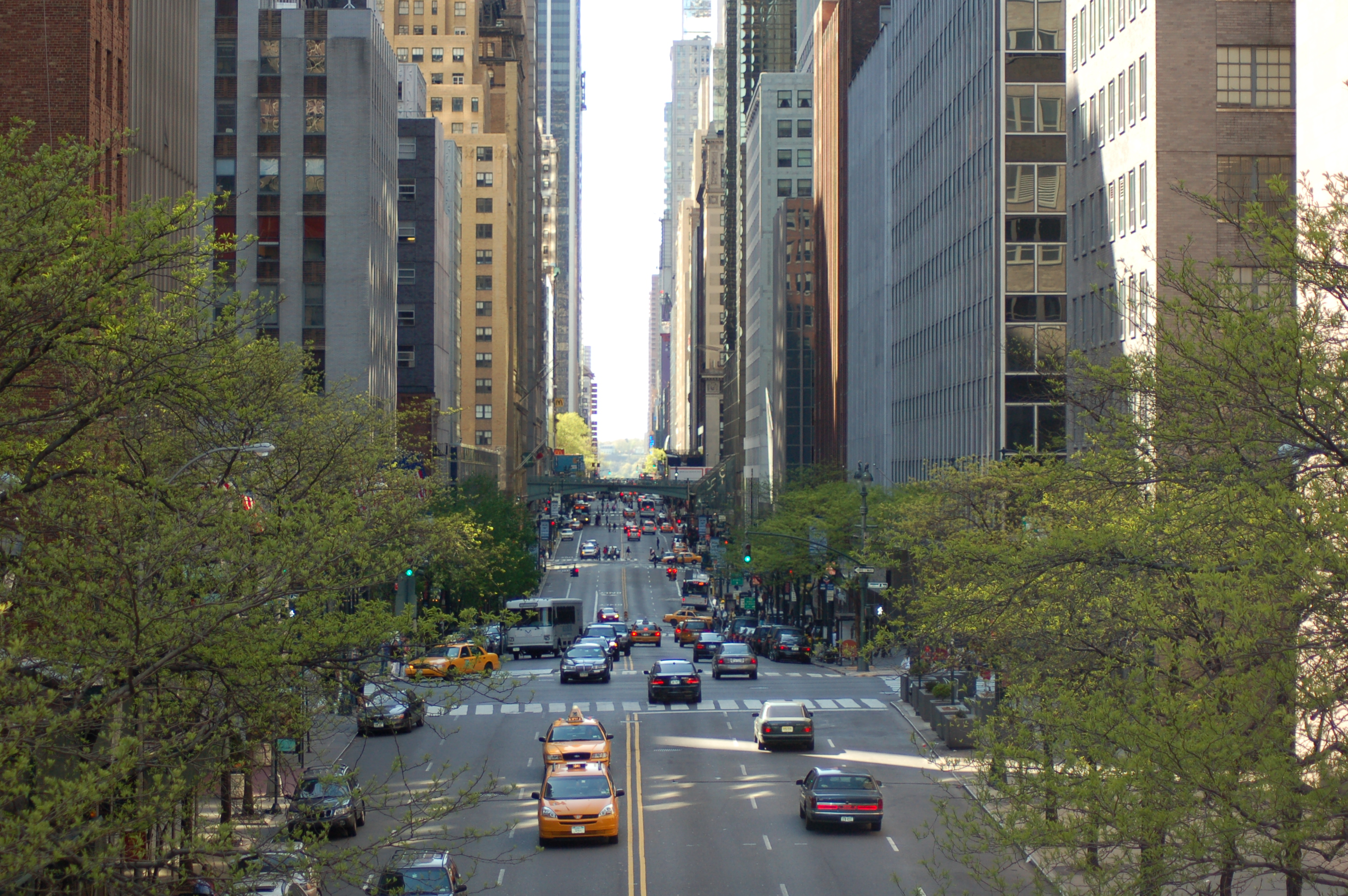
Straatbeeld in 42nd Street (Manhattan), waar vele gebouwen hoger zijn dan de wegbreedte

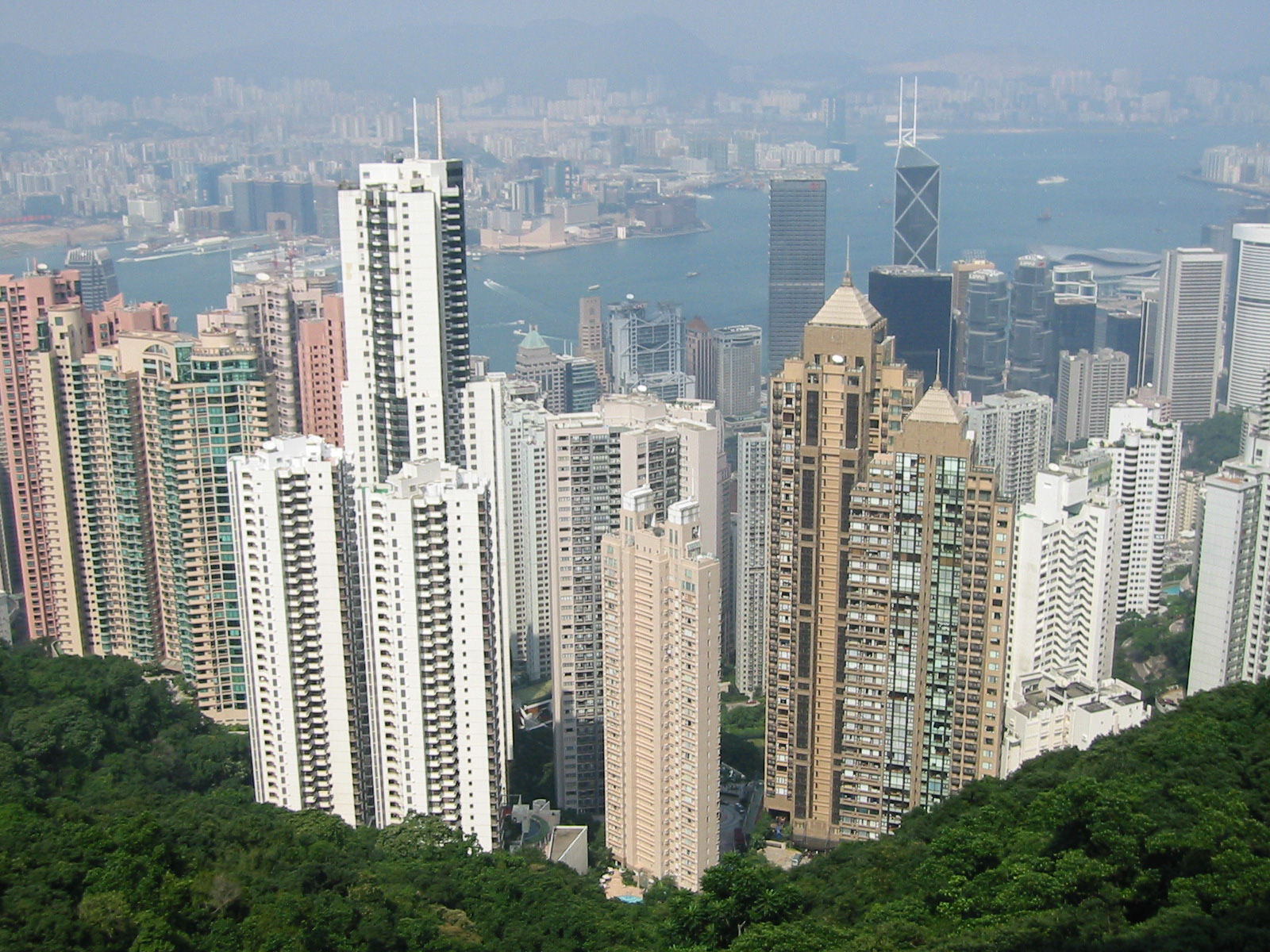
Hoogbouw in Hongkong

Een straatcanyon (Engels: street canyon of urban canyon) is een locatie waar een straat aan beide zijden geflankeerd wordt door hoogbouw, waardoor een canyon-achtige omgeving wordt gevormd. Deze door de mens gebouwde canyons ontstaan bij straten met dichte bebouwingsstructuren, veelal wolkenkrabbers. Voorbeelden hiervan zijn de Magnificent Mile in Chicago, het Financial District in Toronto, Broadway in Manhattan, alsook Kowloon en Central in Hongkong.

## Effecten
Straatcanyons kunnen de lokale omstandigheden beïnvloeden in de onderste delen van de troposfeer. Dit wordt het straatcanyoneffect genoemd. Voorbeelden van deze beïnvloede omstandigheden zijn:
- Temperatuur: straatcanyons dragen bij aan het stedelijk hitte-eilandeffect. De temperatuur kan door het straatcanyoneffect met 2 tot 4 graden Celsius stijgen
- Wind: Straatcanyons kunnen de snelheid en richting van de wind veranderen
- Luchtkwaliteit[1]
- GPS-signaalontvangst: In straatcanyons met hoogbouw kan het gebruik van GPS-ontvangers worden benadeeld door multipath-effecten